# Bothriechis bicolor
Espèce
Synonymes
- Bothrops bicolor Bocourt, 1868
- Bothrops bernoulli Müller, 1878

Statut de conservation UICN

 LC  : Préoccupation mineure
Bothriechis bicolor est une espèce de serpents de la famille des Viperidae.

## Répartition
Cette espèce se rencontre :
- dans le Nord-Ouest du Honduras ;
- au Guatemala ;
- au Mexique dans le Sud-Ouest du Chiapas.

## Description
C'est un serpent venimeux mesurant en général entre 60 et 70 cm mais pouvant atteindre jusqu'à 100 cm. Son dos est vert tendre et sa face ventrale jaune légèrement verdâtre.

## Étymologie
Son nom d'espèce, du latin bicolor, « à deux couleurs », lui a été donné en référence à sa livrée.

## Publication originale
- Bocourt, 1868 : Descriptions de quelques crotaliens nouveaux appartenant au genre Bothrops, recueillis dans le Guatémala. Annales Des Sciences Naturelles, Paris, sér. 5, vol. 10, p. 201-202 (texte intégral).